# Деол, Санни
Санни Деол (при рождении Аджай Сингх Деол, хинди सनी देओल, англ. Ajay Singh Deol; род. 19 октября 1956 года) — индийский киноактёр, режиссёр, продюсер. Лауреат премии Filmfare и Национальной кинопремии Индии за лучшую мужскую роль второго плана.

## Биография
Санни Деол родился 19 октября 1956 года в деревне Сахневал округа Лудхияна в семье Дхармендры и его первой жены Пракаш Каур. Его младший брат — актёр Бобби Деол. В семье Дхарменды и Пракаш также было две дочери: Виджета и Аджета. Позже, когда его отец женился второй раз на актрисе Хеме Малини, у Санни появились ещё две единокровные сестры Эша и Ахана.
Его жену зовут Пуджа, у них двое сыновей Каран и Раджвир. Каран дебютировал в кино в 2019 году, в фильме своего отца Pal Pal Dil Ke Paas.

## Карьера
Санни дебютировал вместе с Амритой Сингх в фильме «Сила любви» (1983), который стал блокбастером и дал хороший старт обоим актерам. В результате он был номинирован на Filmfare Award за лучшую мужскую роль. В 1984 году Санни сыграл главную роль в паре с Пунам Дхиллон в ставшем популярном советско-индийском фильме-мелодраме «Легенда о любви» Латифа Файзиева и Умеша Мехры. В 1985 году вышел фильм «Арджун» Рахула Равайла, где он сыграл главную роль — безработного юношу Арджуна. Фильм стал хитом и закрепил за Санни статус героя боевиков. В 1986 году он снялся в фильме «Султанат» («Владения султана») вместе со своим отцом и Шридеви. Затем последовала целая череда хитов: «Океан» (1986, снова в паре с Пунам Дхиллон), «Бандит» (1987), «Сирота» (1988), «Преступный мир» (1988), «Трое разгневанных мужчин» (1989) и «Плутовка» (1989, снова в паре со Шридеви).
Исполнив роль боксера, ошибочно обвиненного в убийстве брата в фильме Раджкумара Сантоши «Голубая река» (1990), Санни доказал, что был лучшим на то время, когда дело доходило до боевиков. Фильм мгновенно стал хитом и был представлен на Filmfare Awards в восьми номинациях. Одна из них, за лучшую мужскую роль, досталась и Санни. Помимо своей первой Filmfare, он получил также специальный приз жюри Национальной кинопремии.
В 1991 году Санни снялся в 5 фильмах, но только один — «Нарасимха» — имел успех. В 1992 его единственным фильмом был «Трое разгневанных мужчин-2» Раджива Рая. Его роль в «Свидетельнице» (1993) принесла ему Национальную кинопремию и Filmfare Award за лучшую мужскую роль второго плана. В фильме «Жизнь под страхом» Яша Чопры он принимал участие совместно с Джухи Чавлой и Шахрукхом Кханом. В середине девяностых он выпустил ряд хитов: «Любовь преступника» (1996), «Разочарование» (1996), «Упрямство» (1997) и «Граница» (1997). В 1999, снявшись в паре с Джухи Чавлой в фильме «Любовь превыше всего», Деол попробовал себя в режиссуре в фильме «Очарован тобой». В нём он также сыграл бок о бок со своим младшим братом Бобби и Урмилой Матондкар.
В 2001 году он снялся в фильме «Неистовый» в паре с Прити Зинтой. Также Санни сыграл роль водителя грузовика Тары Сингха, который влюбился в мусульманку в «Беглецах» Анила Шарма. Фильм заработал статус «блокбастер на все времена» и собрал в прокате 973 миллиона рупий. Санни был номинирован на Filmfare и получил несколько других кинопремий местного значения. Следующие его несколько проектов носили чрезвычайно патриотичный характер и задели за живое зрителей по всей стране.
В 2003 году Санни снова работал в команде с режиссёром Анилом Шарма в фильме «Из воспоминаний», в котором также снялись Прити Зинта и Приянка Чопра. Это был самый дорогой проект в Болливуде на то время, бюджет которого составил приблизительно 600 миллионов индийских рупий. Фильм получил в основном положительные отзывы критиков и занял третье место в списке наиболее кассовых фильмов года. Затем Санни снялся совместно со своим отцом и братом в «Родные люди» (2007), а следом в «Сумасшедшей семейке» (2011).
Первым фильмом Санни в 2010 году стал «Кто прав, кто виноват». Он был высоко оценен критиками, но имел умеренный коммерческий успех. «Сумасшедшая семейка» был единственным его фильмом в 2011 году и одним из самых успешных фильмов года. В этом же году он начал работу в фильме «Я люблю Новый год», но по некоторым причинам выпуск фильма был отсрочен, но фильм вышел в 2015 году и провалился в прокате.
В ноябре 2013 года в прокат вышел боевик про коллектора, который противостоит местной мафии, «Великий Сингх Сахаб». Фильм провалился в прокате, и убедить продюсеров фильма «Я люблю Новый год» выпустить в прокат фильм, где Санни играет не героя боевика, а романтическую роль, стало ещё труднее. Премьера первоначально была назначена на 30 декабря 2013 года, однако в кинотеатрах он появился только 10 июля 2015 года. Его успех был средним, лучше на него ходили жители мегаполисов. В 2016 году выпустил фильм «Голубая река ещё раз», который является продолжением его же хита 1990 года, но в отличие от оригинала провалился в прокате.
В 2017 году вышел фильм Poster Boys, в котором актёр снялся месте со своим братом Бобби и Шреясом Талпаде и который провалился в прокате.
В настоящий момент Санни закончил работу над фильмом Bhaiyyaji Superhitt, также занят как режиссёр в фильме Pal Pal Dil Ke Paas, в котором должен дебютировать его сын Каран.

## Фильмография
| Год  |   | Русское название         | Оригинальное название           | Роль                                                    |
| ---- | - | ------------------------ | ------------------------------- | ------------------------------------------------------- |
| 1982 | ф | Сила любви               | Betaab                          | Санни Капур                                             |
| 1984 | ф |                          | Manzil Manzil                   | Виджай (Сону)                                           |
| 1984 | ф | Легенда о любви          | Sohni Mahiwal                   | Махивал / Мирза Иззат Бег                               |
| 1985 | ф |                          | Zabardast                       | Сундер Кумар / Шьям                                     |
| 1985 | ф | Арджун                   | Arjun                           | Арджун Малванкар                                        |
| 1986 | ф |                          | Sultanat                        | Султан                                                  |
| 1986 | ф |                          | Saveray Wali Gaadi              | Равидас                                                 |
| 1986 | ф |                          | Samundar                        | Аджит                                                   |
| 1987 | ф |                          | Dacait                          | Арджун Ядав                                             |
| 1988 | ф |                          | Yateem                          | инспектор Кришна                                        |
| 1988 | ф |                          | Inteqam                         | Аджай / Бирджу                                          |
| 1988 | ф |                          | Paap Ki Duniya                  | Сурадж / Ашок                                           |
| 1988 | ф |                          | Ram-Avtar                       | Рам                                                     |
| 1989 | ф |                          | Nigahen: Nagina Part II         |                                                         |
| 1989 | ф |                          | Majboor                         | инспектор Сунил                                         |
| 1989 | ф | Я твой враг              | Main Tera Dushman               | Гопал                                                   |
| 1989 | ф |                          | Joshilaay                       | Дара                                                    |
| 1989 | ф | Трое разгневанных мужчин | Tridev                          | инспектор Каран Саксена                                 |
| 1989 | ф | Плутовка                 | ChaalBaaz                       | Сурадж                                                  |
| 1989 | ф |                          | Vardi                           | Inspector Ajay Kumar Singh / Умеш Мехра                 |
| 1989 | ф |                          | Aag Ka Gola                     | Викрам Сингх / Шанкар «Шака»                            |
| 1990 | ф |                          | Kroadh                          | Ajay 'Ajju' V. Shukl / Шашилал K. Наир                  |
| 1990 | ф | Голубая река             | Ghayal                          | Аджай Мехра                                             |
| 1991 | ф |                          | Yodha                           | адвокат Каран Шривастав                                 |
| 1991 | ф |                          | Shankara                        | Шанкара                                                 |
| 1991 | ф | Нарасимха                | Narsimha                        | Нарасимха                                               |
| 1991 | ф |                          | Vishnu-Devaa                    | Vishnu Prasad / Insp. Vishnu Subramaniam / Jack D'Souza |
| 1992 | ф |                          | Vishwatma                       | Inspector Prabhat Singh / Раджив Рай                    |
| 1993 | ф |                          | Gunaah                          | Рави сохни                                              |
| 1993 | ф |                          | Lootere                         | инспектор Каран                                         |
| 1993 | ф |                          | Kshatriya                       | Винай Пратап Сингх                                      |
| 1993 | ф | Свидетельница            | Damini – Lightning              | Говинд                                                  |
| 1993 | ф |                          | Izzat Ki Roti                   | Джит                                                    |
| 1993 | ф |                          | Veerta                          | Мангал Сингх                                            |
| 1993 | ф | Жизнь под страхом        | Darr                            | Сунил Малхотра                                          |
| 1994 | ф |                          | Insaniyat                       | Карим Лала                                              |
| 1994 | ф |                          | Imtihaan                        | Раджа                                                   |
| 1995 | ф |                          | Dushmani: A Violent Love Story  | Сурадж Сингх                                            |
| 1995 | ф |                          | Angrakshak                      | Аджай                                                   |
| 1995 | ф |                          | Himmat                          | Агент Аджай Саксена                                     |
| 1996 | ф | Любовь преступника       | Jeet                            | Каран                                                   |
| 1996 | ф | Разочарование            | Ghatak: Lethal                  | Каши Натх                                               |
| 1997 | ф | Граница                  | Border                          | Майор Кулдип Сингх                                      |
| 1997 | ф |                          | Ziddi                           | Дева Прадхан                                            |
| 1997 | ф |                          | Qahar                           | Раджа                                                   |
| 1998 | ф |                          | ZorАрджун Сингх                 |                                                         |
| 1998 | ф |                          | Salaakhen                       | Вишал Агнихотри                                         |
| 1999 | ф |                          | Pyaar Koi Khel Nahin            | Ананд                                                   |
| 1999 | ф |                          | Arjun Pandit                    | Арджун Диксит / Пандит                                  |
| 1999 | ф | Любовь превыше всего     | Dillagi                         | Ранвир Сингх                                            |
| 2000 | ф |                          | Champion                        | Инспектор Раджвир Сингх                                 |
| 2001 | ф | Неистовый                | Farz                            | Каран Сингх                                             |
| 2001 | ф | Беглецы                  | Gadar: Ek Prem Katha            | Тара Сингх                                              |
| 2001 | ф | Индиец                   | Indian                          | Раджшекхар Азад                                         |
| 2001 | ф |                          | Kasam                           | Шанкар                                                  |
| 2002 | ф |                          | Maa Tujhhe Salaam               | Майор Пратап Сингх                                      |
| 2002 | ф |                          | 23rd March 1931: Shaheed        | Чандрашекхар Азад                                       |
| 2002 | ф |                          | Karz: The Burden of Truth       | Сурадж Сингх                                            |
| 2003 | ф | Из воспоминаний          | The Hero: Love Story of a Spy   | Майор Арун Кханна / Батра / Вахид                       |
| 2003 | ф |                          | Jaal: The Trap                  | Аджай Каул                                              |
| 2003 | ф |                          | Khel – No Ordinary Game         | Раджвир Скиндия                                         |
| 2004 | ф |                          | Lakeer – Forbidden Lines        | Арджун Рана                                             |
| 2004 | ф |                          | Rok Sako To Rok Lo              | Кабир (Фантом)                                          |
| 2005 | ф |                          | Jo Bole So Nihaal               | Хавалдар Нихаал Сингх                                   |
| 2006 | ф |                          | Naksha                          | Вир К. Мальхотра                                        |
| 2006 | ф |                          | Teesri Aankh: The Hidden Camera | Арджун Сингх                                            |
| 2007 | ф |                          | Kaafila                         | Самир Ахмед Хан                                         |
| 2007 | ф | Полный финиш             | Fool & Final                    | Мунна                                                   |
| 2007 | ф |                          | Big Brother                     | Девдхар. С «Дева» Ганди / Шарма                         |
| 2007 | ф |                          | Apne                            | Ангад Б. Сингх Чоудхари                                 |
| 2008 | ф | Герои                    | Heroes                          | лидер эскадрильи Викрам Шергил                          |
| 2009 | ф |                          | Fox                             | инспектор Яшвант Дешмукх                                |
| 2010 | ф | Кто прав, кто виноват    | Right Yaaa Wrong                | Аджай Шридхар                                           |
| 2010 | ф |                          | Khuda Kasam                     | Хуссейн                                                 |
| 2010 | ф |                          | Hello Darling                   | Никхил Баджадж                                          |
| 2011 | ф | Сумасшедшая семейка      | Yamla Pagla Deewana             | Парамвир Сингх Дхиллон                                  |
| 2013 | ф | Сумасшедшая семейка 2    | Yamla Pagla Deewana 2           | Парамвир Сингх Дхиллон                                  |
| 2013 | ф |                          | Singh Saab the Great            | Саранджит Сингх                                         |
| 2015 | ф | Я люблю Новый год        | I Love New Year                 | Рандхир Сингх                                           |
| 2016 | ф | Голубая река ещё раз     | Ghayal Once Again               | Аджай Мехра                                             |
| 2017 | ф | Лица с плаката           | Poster Boys                     | Jagaavar Chaudhry                                       |
| 2018 | ф | Сумасшедшая семейка 3    | Yamla Pagla Deewana: Phir Se    | Пуран                                                   |
| 2018 | ф | Братан, это суперхит!    | Bhaiaji Superhit                | Lal Bhaisahab Dubey                                     |
| 2019 | ф | Чистый лист              | Blank                           | ATS Chief SS Dewan                                      |
| 2019 | ф | Момент за моментом       | Pal Pal Dil Ke Paas             | режиссёр                                                |
| 2022 | ф | ТС-С-С!                  | Chup                            | Арвинд Матхур                                           |
| 2023 | ф | Беглецы 2                | Gadar 2                         | Тара Сингх                                              |